# Брухаткайозавр
Брухаткайозавр (лат. Bruhathkayosaurus) — род динозавров из инфраотряда завропод, ископаемые остатки которого в настоящее время утеряны, что делает его сомнительным таксоном. Размеры и масса динозавра остаются до сих пор неизвестными. Не исключено, что брухаткайозавр мог быть самым тяжёлым животным из когда-либо ходивших по земле. Род включает единственный вид, обнаруженный в южной Индии (Тируччираппалли, Тамилнад). Возраст — около 70 млн лет (поздний меловой период).

## Классификация
Род Bruhathkayosaurus включает в себя только один известный вид — Bruhathkayosaurus matleyi. Вид представлен голотипом GSI PAL / SR / 20, описанным индийскими палеонтологами П. Ядагири и Кришнаном Айясами в 1987 году (некоторые источники ошибочно указывают 1989 год). Родовое название происходит от санскритского слова Bruhathkaya (bṛhat बृहत् , «огромный, тяжелый» и kāya , काय «тело») и древнегреческого sauros — «ящерица». Видовое название дано в честь британского палеонтолога и геолога Чарльза Альфреда Мэтли, обнаружившего множество окаменелостей на территории Индии.
Первоначально B. matleyi был классифицирован как представитель карнозавров (схожий с аллозавром) неясного систематического положения (incertae sedis). Позднее, в 1995 году, Санкар Чаттерджи повторно исследовал остатки динозавра и отнёс его к завроподам из группы титанозавров. Ряд более поздних исследований указывали Bruhathkayosaurus как сомнительный таксон (nomen dubium).
Оригинал публикации описывает мало диагностических характеристик и подкреплён лишь несколькими чертежами, а также фотографиями окаменелостей, лежащих в земле. Это привело к предположению, что кости могут быть фактически окаменелым деревом, сродни тому, как первооткрыватели завропосейдона изначально полагали, что их находка была окаменелыми стволами деревьев. Утрата ископаемых остатков B. matleyi поставила под сомнение не только достоверность данного вида, но и представления о том, что на территории Индии обитали гигантские динозавры. В 2022 году вышла научная статься, в которой Саурабх Пал и Кришнан Айясами указали на то, что род и вид Bruhathkayosaurus matleyi являются валидными (то есть имеет место правомерность употребления данного названия). Были предоставлены дополнительные ранее не публиковавшиеся фотографии большеберцовой кости на месте раскопок и в гипсовой оболочке. Пал и Айясами также укрепили положение таксона в пределах титанозавров.